# Kamerconcert nr. 2 voor fluit, viool, strijkinstrumenten en percussie
Het Kamerconcert nr. 2 voor fluit, viool, strijkinstrumenten en percussie is een compositie van Vagn Holmboe.
Naast een serie genummerde symfonieën en strijkkwartetten schreef Holmboe ook een aantal genummerde kamerconcerten.
Binnen die serie is er sprake van een dubbelconcert; er zijn namelijk twee solisten; de fluitist en de eerste violist. In wezen is de opzet gelijk aan het Kamerconcert nr. 1 voor piano, strijkinstrumenten en pauken en het Kamerconcert nr. 3 voor klarinet en kamerorkest. Daar waar die werken uit twee delen bestaan, bestaat kamerconcert nr. 2 ook uit twee delen, maar tussen die twee delen zitten twee intermezzi (tussenspelen). Indeling:
- Allegro con brio, met cadensen voor fluitist en violist
- Intermezzo I: Vivace, scherzoachtig, snelheid
- Intermezzo II: Adagio, lange melodielijnen, pulserende begeleiding
- Finale: Allegro molto, virtuositeit en wederom een cadens voor fluitist.

De eerste uitvoering vond plaats op 21 april 1942 door het Det Unge Tonekunstnerselskab (DUT) onder leiding van Lavard Friishom met solisten John Bentzon (fluit) en Else Marie Bruun (viool).
Orkestratie:
- solo dwarsfluit, solo viool
- pauken, percussie, celesta
- violen, altviolen, celli,  contrabassen

Concerto’sAltvioolconcert · Celloconcert · Concert voor blokfluit, strijkinstrumenten, celesta en vibrafoon · Concert voor orkest · Fluitconcert nr. 1 · Fluitconcert nr. 2 · Tubaconcert · Vioolconcert nr. 1 · Vioolconcert nr. 2
Kamerconcerto’sKamerconcert nr. 1 voor piano, strijkinstrumenten en pauken · Kamerconcert nr. 2 voor fluit, viool, strijkinstrumenten en percussie · Kamerconcert nr. 3 voor klarinet en kamerorkest · Kamerconcert nr. 4 voor pianotrio en kamerorkest · Kamerconcert nr. 5 voor altviool en kamerorkest · Kamerconcert nr. 6 voor viool en kamerorkest · Kamerconcert nr. 7 voor hobo en kamerorkest · Kamerconcert nr. 8 voor orkest · Kamerconcert nr. 9 voor viool, altviool en kamerorkest · Kamerconcert nr. 10 · Kamerconcert nr. 11 voor trompet en orkest · Kamerconcert nr. 12 voor trombone en orkest · Kamerconcert nr. 13 voor hobo, altviool en kamerorkest